# Milligan (Nebraska)
Pour les articles homonymes, voir Milligan.
Milligan est un village du comté de Fillmore, dans l'État du Nebraska, aux États-Unis. En 2020, il comptait une population de 241 habitants.